# Shadow of the Moon
Shadow of the Moon är Blackmore's Nights första skiva som släpptes sommaren 1997 i Europa.

## Låtlista
1. Shadow of the Moon
2. The Clock Ticks On
3. Be Mine Tonight
4. Play Minstrel Play (Ian Anderson gästar)
5. Ocean Gypsy
6. Minstrel Hall
7. Magical World
8. Writing on the Wall
9. Renaissance Faire
10. Memmingen
11. No Second Chance
12. Mond Tanz
13. Spirit of the Sea
14. Greensleeves
15. Wish You Were Here*

*Rednex cover